# ジョージ・ロドニー (第3代ロドニー男爵)
第3代ロドニー男爵ジョージ・ロドニー（英語: George Rodney, 3rd Baron Rodney、1782年6月17日 – 1842年6月21日）は、グレートブリテン貴族。

## 生涯
第2代ロドニー男爵ジョージ・ロドニーと妻アン（Anne、旧姓ハーレー（Harley）、1759年5月13日 – 1840年4月14日、トマス・ハーレー閣下の娘）の長男として、1782年6月17日に生まれ、セント・ジョージ・ハノーヴァー・スクエアで洗礼を受けた。1802年1月2日に父が死去すると、ロドニー男爵位を継承した。1802年5月3日にオックスフォード大学クライスト・チャーチに入学、1803年12月7日にM.A.の学位を修得した。1834年6月11日、D.C.L.の学位を授与された。
1804年9月13日から1842年までラドノーシャー統監を務めた。
1842年6月21日にペル・メルで死去、オールド・オルズフォードで埋葬された。弟トマス・ジェームズが爵位を継承した。

## 家族

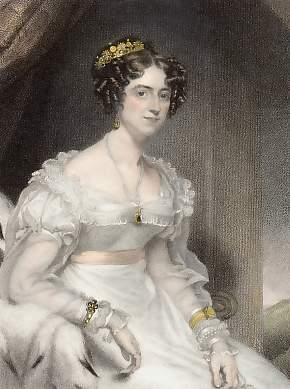
妻シャーロット・ジョージアナ

1819年2月27日、シャーロット・ジョージアナ・モーガン（Charlotte Georgiana Morgan、1796年 – 1878年2月19日、第2代準男爵サー・チャールズ・モーガンの娘）と結婚した。